# Lynx (Schiff, 1927)
Die Lynx (deutsch: Luchs) war ein Großzerstörer der Chacal-Klasse für die französische Marine. Am 27. November 1942 versenkte die Besatzung die Lynx in Toulon selber.

## Maschinenanlage
Die Antriebsanlage der Lynx bestand aus fünf Dampfkessel und zwei Dampfturbinen. Diese trieben über zwei Antriebswellen die beiden Schrauben an. Die Maschinen leisteten 55.000 WPS. Damit konnte eine Geschwindigkeit von 35,5 kn (etwa 66 km/h) erreicht werden.

## Bewaffnung
Die Hauptartillerie der Lynx bestand aus fünf Geschützen 13,0 cm L/40 Model 1919 in Einzelaufstellung. Diese Kanone konnte eine 34,85 Kilogramm schwere Granate über eine maximale Distanz von 18.900 m feuern.
Als Flugabwehrbewaffnung verfügte die Lynx bei Indienststellung über vier 7,5-cm-Flugabwehrkanonen des Models 1924 in Einzelaufstellung. Diese befanden sich links und rechts mittschiffs. Da die Chacal-Klasse toplastig war, wurden 1932 beide Geschütze gegen Maschinengewehre vom Typ Hotchkiss M1929 ausgetauscht. Diese wurden in zwei Zwillingslafetten montiert.
Als Torpedobewaffnung verfügte die Lynx über sechs Torpedorohre in zwei Dreiergruppen für den Torpedo Mle 1919D. Zudem verfügte das Schiff über zwei Wasserbombenwerfer am Heck für 20 Guiraud-Mle-1922-200-kg-Wasserbomben und mittschiffs links und rechts je zwei Wasserbombenwerfer für 12 Guiraud-Mle-1922-100-kg-Wasserbomben. Die Werfer links und rechts wurden 1932 aufgrund ihrer ungünstigen Positionierung ausgebaut. Der Platz sollte für Ginocchio-Schlepptorpedos dienen. Das Projekt wurde allerdings 1938 eingestellt.

## Verbleib

Lageplan der gesunkenen Schiffe in Toulon 1942

Am 3. Juni 1940, während des britischen Angriffs auf Mers-el-Kébir im Rahmen der Operation Torch befand sich die Lynx im Hafen von Mers-el-Kébir. Sie konnte unbeschädigt nach Toulon entkommen. Dort wurde sie aufgrund ihres Alters in die Reserve versetzt. Bei der Selbstversenkung der Vichy-Flotte am 27. November 1942 sank das Schiff im Hafen von Toulon. 1944 wurde das Wrack gehoben und im angrenzenden Hafen von Brégaillon an den Strand gesetzt. Das Wrack wurde dort 1948 abgebrochen.